# Городськой
Городськой (рос. Городской; адиг. Городскоир) — хутір Теучезького району Адигеї Росії. Входить до складу Джиджихабльського сільського поселення.
Населення — 302 особи (2015 рік).